# Aarti Mann
Aarti Mann, pseudonimo di Aarti Majumdar Mankad (Connecticut, 3 marzo 1978), è un'attrice statunitense, di etnia indo-bengalese. È nota per il ruolo di Priya Koothrappali nella serie televisiva The Big Bang Theory.

## Biografia
Nata nel Connecticut, la famiglia di Aarti Mann si trasferì a Fox Chapel (Pittsburgh) quando lei era ancora bambina. Diplomatasi presso la Shady Side Academy, cominciò la sua carriera di attrice verso la metà degli anni 2000, inizialmente interpretando solo ruoli minori.
Ha recitato in molte serie televisive, tra cui la fantascientifica Heroes e Non ho mai....È conosciuta soprattutto per il ruolo di Priya Koothrappali nella sit-com The Big Bang Theory.
Sposatasi, è andata a vivere a Los Angeles con suo marito.

## Filmografia

### Cinema
- The Memsahib, regia di Kruti Majmudar (2006)
- Monsoon, regia di Shyam Balsé - cortometraggio (2006)
- The Punching Dummy, regia di Peter J. Bean - cortometraggio (2007)
- Amore al curry (Today's Special), regia di David Kaplan (2009)
- Ner Tamid, regia di Jeffrey Cohen - cortometraggio (2009)
- Pox, regia di Lisa Hammer (2011)
- The Monogamy Experiment, regia di Amy Rider (2012)
- Nei miei sogni (I'll See You in My Dreams), regia di Brett Haley (2015)
- Danny Collins - La canzone della vita (Danny Collins), regia di Dan Fogelman (2015)
- Love Sonia, regia di Tabrez Noorani (2018)
- Triple Trouble, regia di Mark Brown (2018)

### Televisione
- The Future Dead - serie TV, 1x02-1x09-x1x10 (2007)
- Quarterlife - serie TV, episodio 1x06 (2008)
- Heroes - serie TV, episodio 3x16 (2009)
- Febbre d'amore (The Young and the Restless) - soap opera, episodio 9329 (2010)
- The Big Bang Theory - serie TV, 12 episodi (2010-2011)
- Futurestates - serie TV, episodio 2x09 (2011)
- Leverage - Consulenze illegali (Leverage) - serie TV, episodio 5x08 (2012)
- Wendell and Vinnie - serie TV, episodio 1x18 (2013)
- Suits - serie TV, episodio 2x11 (2013)
- Scandal - serie TV, episodio 3x03 (2013)
- NCIS: New Orleans - serie TV, episodio 1x14 (2015)
- Grey's Anatomy - serie TV, episodio 13x22 (2017)
- Non ho mai... (Never Have I Ever) - serie TV, episodio 1x04 (2020)
- All Rise - serie TV, episodio 2x10 (2021)
- The Recruit - serie TV, 14 episodi (2022)

## Doppiatrici italiane
Nelle versioni in italiano delle opere in cui ha recitato, Aarti Mann è stata doppiata da:
- Ilaria Latini in The Big Bang Theory, Suits
- Maria Letizia Scifoni in Leverage - Consulenze illegali
- Chiara Francese in Scandal
- Sara Ferranti in Grey's Anatomy
- Chiara Gioncardi in The Good Doctor
- Perla Liberatori in All Rise